# Luís Miguel Cintra
Luís Miguel Valle Cintra GOSE (Madrid, 29 de abril de 1949) é um actor e encenador português.

## Biografia
Filho do filólogo Luís Filipe Lindley Cintra e de sua mulher Maria Adelaide dos Reis Valle, professora. 
Luís Miguel Cintra inicia-se no teatro em 1968, no Grupo de Teatro de Letras, da Faculdade de Letras da Universidade de Lisboa. Tinha finalizado o terceiro ano de Filologia Românica, quando, no ano de 1970, uma bolsa da Fundação Calouste Gulbenkian, o levou para Inglaterra. Neste país completou em 1973 o Acting Technical Course, da Bristol Old Vic Theatre School. 
Em 1973, regressado a Portugal, funda o Teatro da Cornucópia, com Jorge Silva Melo, seu antigo companheiro no Grupo de Teatro de Letras. Na Cornucópia, Luís Miguel Cintra centraria a sua carreira de mais de 40 anos no teatro, como ator e encenador. 
Interpretou peças de autores tão diversos como Brecht, Tchekhóv, Goethe, Molière, Ésquilo, Séneca, Sófocles, Edward Bond, Gorki, Jordheuil, Horvath, Gil Vicente, Samuel Beckett, Kroetz, Buchner, Wenzel, Shakespeare, Lope de Vega, Heiner Muller, Botho Strauss, Beaumarchais, Pier Paolo Pasolini, R. W. Fassbinder, Luís de Camões, António José da Silva, Stravinski, Jean Claude Biette, Joe Orton, F. Garcia Lorca, August Strindberg, Eduardo de Filippo, Jean Genet, Courteline, Pierre Corneille, Jakob Lenz, Grabbe, Kleist, Rezvanni, Luigi Pirandello, Francisco de Holanda, Raul Brandão, Calderón, entre outros. 
Como encenador de ópera, dirigiu para o Teatro Nacional de São Carlos, em Lisboa, L'Enfant et les Sortilèges, de Ravel e Dido e Eneias de Purcell em 1987; As Bodas de Figaro de Mozart em 1988, L’Isola Disabitata de Haydn em 1997; Jeanne d’Arc au Bûcher de Honneger e Claudel em 2003 e Medea de Cherubini em 2005. 
Em co-produção com a RTP, e ainda na Cornucópia, encenou, em 1990, Façade e O Urso, de William Walton, sob a direção musical de João Paulo Santos. Em 1996, na Culturgest, apresentou The Strangler de Martinu; em 2000, em co-produção do Teatro da Cornucópia/Culturporto/Teatro Nacional de São Carlos/Orquestra Nacional do Porto, The English Cat, de H. W. Henze e, em 2004, Le Vin Herbé de Frank Martin para o Teatro Aberto.
Como recitante colaborou com o Coro do Teatro Nacional de S. Carlos, com o Coro Gulbenkian, e com Nuno Vieira de Almeida em recitais com obras de Hans Werner Henze, Honneger, Schubert, Lizt, Satie, Poulenc e Garcia Lorca. Para o Teatro Nacional de S. Carlos fez a direcção de actores e interpretou o papel titular de Manfred de Schumann e Byron sob a direcção musical de Marko Letonja.
Em 1984 participou com o seu grupo no Festival de Teatro da Bienal de Veneza. Ainda em 1988 encenou para o Festival de Avignon, com Maria de Medeiros, o espectáculo La Mort du Prince et Autres Fragments de Fernando Pessoa que voltou a apresentar no ano seguinte, no Festival de Outono de Paris. Em Itália apresentou-se com o Teatro da Cornucópia em Udine na realização do projecto de formação de actores L'École des Maitres, que lhe foi dedicada, em 1991. Em 1991 apresentou-se em Bruxelas por ocasião da Europália.
Foi dirigido em 1997 por Brigite Jacques no Théâtre de la Commune-Pandora em Paris, em Sertório, de Corneille e encenou Comedia sin Titulo, de F. García Lorca para o Teatro de La Abadia em Madrid (2005).
Além do teatro Luís Miguel Cintra impôs a sua presença em dezenas de filmes do cinema português — ainda jovem estudante surge associado ao Cinema Novo, ao participar em Quem Espera por Sapatos de Defunto Morre Descalço, de João César Monteiro. Manterá com este realizador uma colaboração próxima, que o leva a participar em vários outros títulos (Veredas, Recordações da Casa Amarela, As Bodas de Deus). Destaque merece também a sua colaboração com Manoel de Oliveira, em filmes como Vale Abraão, Espelho Mágico, entre outros. De resto, foi dirigido por Paulo Soares da Rocha, Luís Filipe Rocha, Solveig Nordlund, Jorge Silva Melo, Christine Laurent, José Álvaro de Morais, Pedro Costa, Joaquim Pinto, Maria de Medeiros, Patrick Mimouni, Teresa Villaverde, João Botelho, Pablo Llorca, Jorge Cramez, John Malkovich, Raquel Freire, Jean-Charles Fitoussi e Catarina Ruivo. 
Declamador de poesia, gravou a leitura integral de Viagens na Minha Terra, de Almeida Garrett e Amor de Perdição, de Camilo Castelo Branco, assim como poemas de Fernando Pessoa, Sophia de Mello Breyner, Ruy Belo, Luís de Camões, Antero de Quental e um sermão do Padre António Vieira. 
Entre as restantes atividades que exerceu, Luís Miguel Cintra dedicou-se, até à década de 80, à crítica de teatro em O Tempo e o Modo; dirigiu a Colecção de Teatro Seara Nova (editada pela Estampa) e a Colecção de Teatro (da edição Ulmeiro); foi professor do Conservatório Nacional (Interpretação, na Escola de Teatro, e Direcção de Actores, na Escola de Cinema). 
Dos prémios que recebeu salientam-se: 
- Prémio Bordalo da Casa da Imprensa em 1995 (Melhor Intepretação em Cinema) e em 1997 (Interpretação em Teatro)
- Globo de Ouro em 1999 para a Personalidade do Ano em Teatro, o Globo de Ouro para Melhor Actor de Teatro, pela sua interpretação em Esopaida ou a Vida de Esopo, de António José da Silva, O Judeu (em 2003)
- Prémio Universidade de Coimbra (em 2005)
- Prémio Pessoa, que lhe foi atribuído pelo Jornal Expresso, também em 2005.

Recebeu o grau de Grande-Oficial da Ordem Militar de Sant'Iago da Espada em 9 de Junho de 1998.
A 19 de dezembro de 2004, foi condecorado com o grau de Oficial da Ordem das Artes e das Letras de França.
Em 2013 recebeu a Medalha de Conhecimento e Mérito do Instituto Politécnico de Lisboa.
Foi, em 2014, a figura homenageada do Festival de Almada.
A 17 de outubro de 2015, anunciou o o fim da sua presença nos palcos de teatro, devido a problemas de saúde (Doença de Parkinson). Porém, manter-se-á activo como encenador e actor de cinema.
Em Julho de 2016 foi homenageado no Teatro Municipal de São Luís com a atribuição do seu nome à sala principal.
Em 2017 recebeu o prémio Árvore da Vida.
A 18 de maio de 2021, foi-lhe atribuído o grau de doutor honoris causa pela Universidade de Lisboa, sob proposta da Faculdade de Letras.
Recebeu do Governo Português a Medalha de Mérito Cultural em março de 2022. 

## Cinema

### Filmografia como actor
- Quem Espera Por Sapatos de Defunto Morre Descalço, de João César Monteiro (1971)
- Pousada das Chagas, de Paulo Rocha (1972)
- Nem Pássaro Nem Peixe, de Solveig Nordlund (1978)
- A Ilha dos Amores, de Paulo Rocha (1982)
- Silvestre, de João César Monteiro (1982)
- Sinais de Vida — Um Breve Sumário da Vida e Obra de Jorge Sena, de Luís Filipe Rocha (1984)
- Ninguém Duas Vezes, de Jorge Silva Melo (1985)
- Le Soulier de Satin, de Manoel de Oliveira (1985)
- O Bobo, de José Álvaro Morais (1987)
- O Desejado ou As Montanhas da Lua', de Paulo Rocha (1987)
- Mon Cas, de Manoel de Oliveira (1987)
- Os Canibais, de Manoel de Oliveira (1988)
- Uma Pedra no Bolso, de Joaquim Pinto (1988)
- Onde Bate o Sol, de Joaquim Pinto (1989)
- Recordações da Casa Amarela, de João César Monteiro (1989)
- Non, ou a Vã Glória de Mandar, de Manoel de Oliveira (1990)
- A Divina Comédia, de Manoel de Oliveira (1991)
- A Morte do Príncipe, de Maria de Medeiros (1991)
- O Sangue, de Pedro Costa (1991)
- O Dia do Desespero, de Manoel de Oliveira (1992)
- Aqui na Terra, de João Botelho (1993)
- Coitado do Jorge, de Jorge Silva Melo (1993)
- Vale Abraão, de Manoel de Oliveira (1993)
- A Caixa, de Manoel de Oliveira (1994)
- Três Irmãos, de Teresa Villaverde (1994)
- Zéfiro, de José Álvaro Morais (1993)
- Casa de Lava, de Pedro Costa (1995)
- O Convento, de Manoel de Oliveira (1995)
- Transatlantique, de Christine Laurent (1997)
- Inquietude, de Manoel de Oliveira (1998)
- As Bodas de Deus, de João César Monteiro (1999)
- A Carta, de Manoel de Oliveira (1999)
- Branca de Neve, de João César Monteiro (2000)
- Capitães de Abril, de Maria de Medeiros (2000)
- Palavra e Utopia, de Manoel de Oliveira (2000)
- Peixe Lua, de José Álvaro Morais (2000)
- A Raiz do Coração, de Paulo Rocha (2000)
- Rasganço, de Raquel Freire (2000)
- La Espalda de Dios, de Pablo Llorca (2001)
- The Dancer Upstairs, de John Malkovich (2002)
- O Princípio da Incerteza, de Manoel de Oliveira (2002)
- Le Loup de la Côte Ouest, de Hugo Santiago (2002)
- Les Jours où je n'existe pas, de Jean-Charles Fitoussi (2003)
- Um Filme Falado, de Manoel de Oliveira (2003)
- O Quinto Império — Ontem Como Hoje, de Manoel de Oliveira (2004)
- Espelho Mágico, de Manoel de Oliveira (2005)
- Uno de Los Dos No Puede Estar Equivocado, de Pablo Llorca (2007)
- Daqui p'rá Frente, de Catarina Ruivo (2007)
- Cristóvão Colombo — o enigma, de Manoel de Oliveira (2007)
- Singularidades de uma Rapariga Loura, de Manoel de Oliveira (2009)
- O Estranho Caso de Angélica, de Manoel de Oliveira (2010)
- O Gebo e a Sombra, de Manoel de Oliveira (2012)
- Se Eu Fosse Ladrão, Roubava, de Paulo Rocha (2013)
- Miserere, de Ricardo Aibéo (2013)
- O Velho do Restelo, de Manoel de Oliveira (2013)
- Correspondências, de Rita Azevedo Gomes (2016)
- Días color naranja, de Pablo Llorca (2016)
- Seara de Vento, de Sérgio Tréfaut (2017)

### Filmografia como argumentista
- A Morte do Príncipe, de Maria de Medeiros (1991)